# Keiki
Con la parola hawaiiana keiki, che significa bambino, si intende una piccola pianta nata per agamia da una pianta appartenente alla famiglia delle Orchidacee, soprattutto dei generi Phalaenopsis, Dendrobium, Vanda.

Risulta molto utile ai fini della riproduzione della pianta perché permette di creare velocemente dei perfetti cloni che mantengono esattamente il patrimonio genetico del genitore, a scanso di mutazioni derivate da cause esterne.

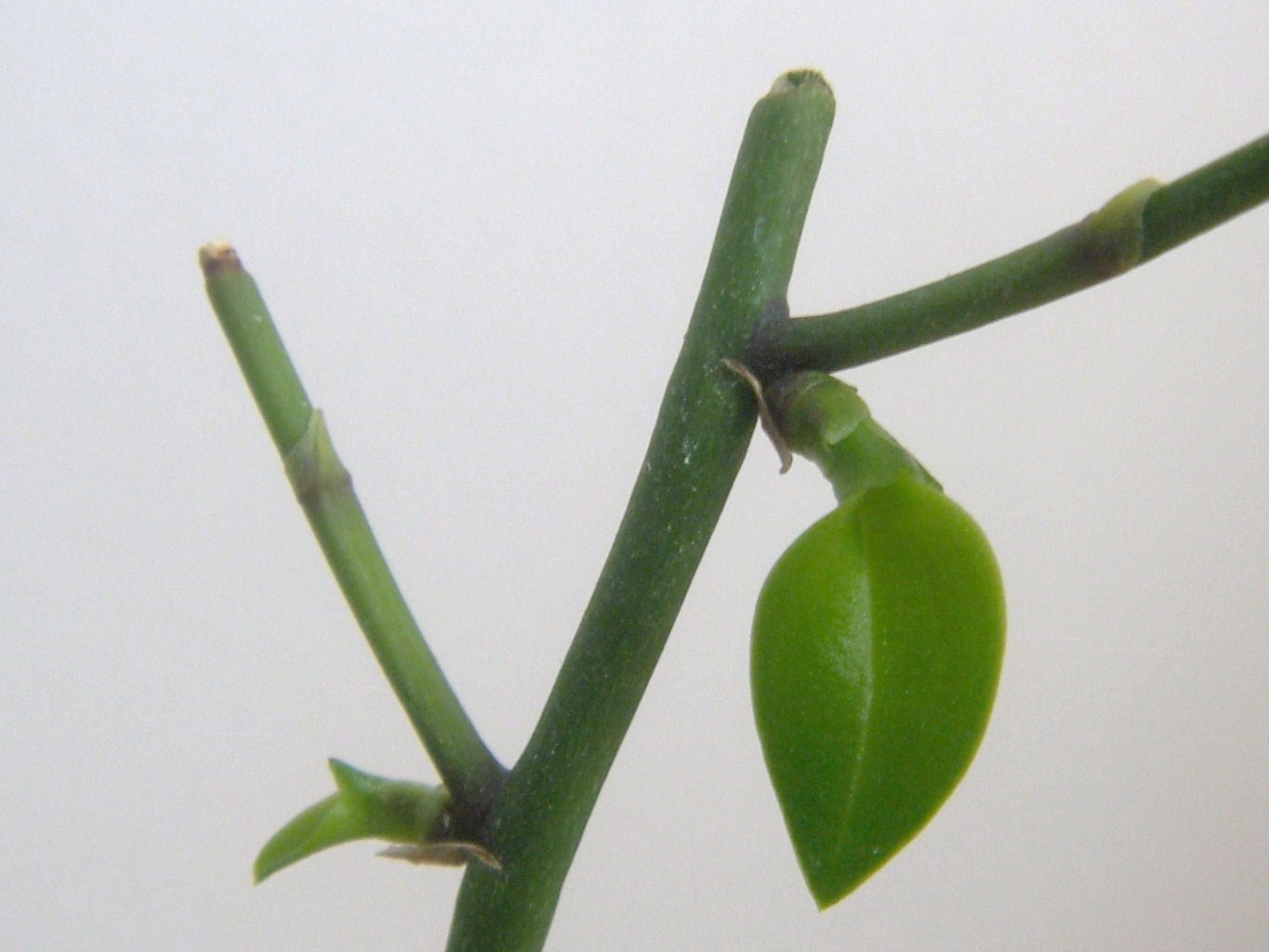
Keiki comune su stelo di Phalaenopsis equestris

## Descrizione
In pratica il keiki è un'emissione di nuova vegetazione da particolari parti della pianta. Le prime a crescere sono le foglie, seguite da radici e nei casi migliori addirittura da steli fioriferi.

In base al punto in cui nascono, i keiki possono essere definiti:
- Keiki comuni se nascono dai nodi o gemme dormienti di uno stelo.

La nascita di questo tipo di keiki è dovuta all'accumulazione nel nodo di fitormoni della crescita che spingono le cellule meristematiche ivi presenti a produrre nuovi tessuti vegetali. Artificialmente è possibile forzare queste cellule a riprodursi con l'applicazione in corrispondenza del nodo di un concentrato di Citochinina, un forte fitormone.
- Keiki basali se nascono dal colletto della pianta.

Non vanno confusi con i getti delle orchidee simpodiali i quali producono nuovi pseudobulbi. I keiki basali nascono dal colletto della pianta più raramente rispetto ai keiki comuni ma rispetto a questi ultimi quelli basali sono di norma più vigorosi e crescono più velocemente.
Nella coltivazione amatoriale i keiki sono la più facile maniera di moltiplicare le orchidee monopodiali data la difficoltà della semina in vitro. Il keiki deve essere lasciato con la pianta madre almeno fino a quando non avrà sviluppato due o meglio tre foglie e un buon apparato radicale. Per prelevare un keiki comune occorre tagliare con una lama ben affilata e pulita lo stelo un paio di centimetri sotto e sopra il nodo in cui si è formata la piccola pianta. Per i keiki basali invece la cosa migliore è aspettare che si stacchino da soli dalla pianta madre anche se è possibile rimuoverli tagliando con cautela nel punto di contatto col colletto della pianta madre. In seguito è possibile rinvasare le piccole piante con bark (scaglie di corteccia trattata) in vasi singoli oppure su una zattera (un pezzo di corteccia che riproduce in maniera fedele l'habitat di queste piante).